# Heslington
Heslington is een civil parish in het bestuurlijke gebied City of York, in het Engelse graafschap North Yorkshire met 4792 inwoners.